# Hebei Airlines
Hebei Airlines (chinesisch 河北航空公司) ist eine chinesische Regionalfluggesellschaft mit Sitz in Shijiazhuang und Basis auf dem Flughafen Shijiazhuang-Daguocun.

## Geschichte
Heibei Airlines entstand als Neugründung aus der Übernahme der Northeast Airlines durch Sichuan Airlines am 29. Juni 2010.

## Flotte
Mit Stand Februar 2024 besteht die Flotte der Hebei Airlines aus 27 Flugzeugen mit einem Durchschnittsalter von 8,8 Jahren:
| Flugzeugtyp    | Anzahl | bestellt | Anmerkungen               | Sitzplätze (Business/Eco) | Durchschnittsalter (Februar 2024) |
| -------------- | ------ | -------- | ------------------------- | ------------------------- | --------------------------------- |
| Boeing 737-800 | 27     |          | mit Winglets ausgestattet | 170 (8/162) 178 (–/178)   | 8,8 Jahre                         |
| Comac C909     |        | 10       |                           | – offen –                 |                                   |
| Comac C919     |        | 20       |                           | – offen –                 |                                   |
| Gesamt         | 27     | 30       |                           |                           | 8,8 Jahre                         |

### Aktuelle Sonderbemalungen
| Bemalung  | Flugzeugtyp    | Luftfahrzeugkennzeichen | Zeitraum            | Bild |
| --------- | -------------- | ----------------------- | ------------------- | --- |
| Hebei     | Boeing 737-800 | B-1930                  | seit September 2019 | |
| Zhengding | Boeing 737-800 | B-5601                  | seit März 2022      | Bild gesucht Die Wikipedia wünscht sich an dieser Stelle ein Bild. Falls du dabei helfen möchtest, erklärt die Anleitung , wie das geht. |

### Ehemalige Flugzeugtypen
- Boeing 737-700
- Embraer 145
- Embraer 190